# 舒县 (汉朝)
舒县，中国古代的县。
西汉高帝十一年（前196年）七月，淮南国除，设舒县于古舒国都舒邑故地，即今安徽省合肥市庐江县柯坦镇城池村。王莽代汉后大改行政区划，舒县被改为昆乡。东汉复名舒县。汉献帝延康元年（220年）十月撤销。